# Survivor Series 2020
Survivor Series (2020) was een professioneel worstel-pay-per-view (PPV) en WWE Network evenement dat georganiseerd werd door WWE voor hun Raw en SmackDown brands. Het was de 34ste editie van Survivor Series en vond plaats op 22 november 2020 in het Amway Center in Orlando, Florida. Het evenement vond plaatst in de WWE ThunderDome met een virtueel publiek tijdens het coronapandemie. De 34ste editie van Survivor Series was de laatste evenement van WWE dat plaatsvond in het Amway Center (ThunderDome). De volgende opkomende evenementen vonden plaats in het Tropicana Field in Saint Petersburg en nam het ontwerp van de ThunderDome mee.

## Matches
| Nr. | Match | Winnaar(s)         | Opmerkingen                                                          | Bron  |
| --- | --- | ------------------ | -------------------------------------------------------------------- | ----- |
| 1p  | 18-man Dual Brand Battle Royal | The Miz            | Miz wond oor Dominik Mysterio als laatste te elimineren.             | [ 3 ] |
| 2   | Team Raw (AJ Styles, Keith Lee, Sheamus, Braun Strowman en Riddle) (met Omos) vs. Team SmackDown (Kevin Owens, Jey Uso, King Corbin, Seth Rollins en Otis)           | Team Raw           | 5-tegen-5 men's Survivor Series elimination match.                   | [ 3 ] |
| 3   | The Street Profits (Angelo Dawkins & Montez Ford) (SmackDown Tag Team Champions) vs. The New Day (Kofi Kingston & Xavier Woods) (met Big E) (Raw Tag Team Champions) | The Street Profits | Champion vs. Champion tag team match.                                | [ 3 ] |
| 4   | Bobby Lashley (Raw's United States Champion) (met MVP, Cedric Alexander en Shelton Benjamin) vs. Sami Zayn (SmackDown's Intercontinental Champion)                   | Bobby Lashley      | Champion vs. Champion één-op-één match. Lashley won door submission. | [ 3 ] |
| 5   | Sasha Banks (SmackDown Women's Champion) vs. Asuka (Raw Women's Champion)                                                                                            | Sasha Banks        | Champion vs. Champion één-op-één match.                              | [ 3 ] |
| 6   | Team Raw (Nia Jax, Shayna Baszler, Lana, Lacey Evans en Peyton Royce) vs. Team SmackDown (Bianca Belair, Ruby Riott, Liv Morgan, Bayley en Natalya)                  | Team Raw           | 5-tegen-5 women's Survivor Series elimination match.                 | [ 3 ] |
| 7   | Roman Reigns (SmackDown's Universal Champion) (met Paul Heyman) vs. Drew McIntyre (Raw's WWE Champion)                                                               | Roman Reigns       | Champion vs. Champion één-op-één match. Reigns won door TKO.         | [ 3 ] |

## Afscheid van The Undertaker
Tijdens het evenement vond de pensioneringsceremonie van The Undertaker plaats waar hij 30 jaar geleden zijn debuut maakte. Shane McMahon, Big Show, John "Bradshaw" Layfield, Jeff Hardy, Mick Foley, The Godfather, The Godwinns (Henry & Phineas), Savio Vega, Rikishi, Kevin Nash, Booker T, Shawn Michaels, Ric Flair, Triple H en Kane kwamen allemaal naar de ring om de ceremonie te beginnen. Een videopakket met een samenvatting van de carrière van The Undertaker werd vervolgens uitgezonden, waarna WWE-voorzitter en CEO Vince McMahon alleen in de ring werd getoond en een korte, oprechte boodschap gaf voordat hij The Undertaker voor de laatste keer introduceerde. The Undertaker liep toen langzaam in zijn in-ring kleding naar de ring waar hij vervolgens zijn pensionering bevestigde in een emotionele speech: "My time has come to let The Undertaker Rest in Peace". The Undertaker voerde zijn kenmerkende knielende pose uit toen een holografisch beeld van de voormalige manager van Undertaker, Paul Bearer, in de ring geprojecteerd werd. De bel luidde tien keer, waarmee officieel een einde kwam aan het personage The Undertaker. Undertaker leverde zijn kenmerkende keelslaghouding en verliet toen de ring. De show eindigde met The Undertaker die terug het podium opliep om voor de laatste keer zijn arm met zijn vuist op te werpen.